# Enseigne lumineuse

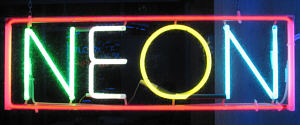
Enseigne au néon

Une enseigne lumineuse, ou enseigne au néon, est une enseigne composée de tubes néon. Elle est produite par le recourbement de tubes verre. La personne qui s'occupe de fabriquer ce genre de tube est appelée « souffleur de verre », ou « néoniste ».
Il peut s'agir d'une enseigne lumineuse rétro éclairée grâce à des tubes au néon.

## Histoire
Le brevet a été déposé par le Français Claude Georges en 1910, ensuite industrialisé aux États-Unis. Grâce à cette nouvelle technique, la communication des marques est devenue lumineuse.
L'enseigne au néon peut être en éclairage direct ou indirect. Elle peut être réalisée sur mesure ou de série.
L'enseigne lumineuse au néon est composée d'un tube néon à cathode froide, façonné sur mesure, de basse consommation (consommation moyenne de 25 W au mètre linéaire) et 100 % recyclable par des filières agréées.

## Description

### Types d'alimentation
- convertisseurs électroniques
- transformateurs ferromagnétiques

Une palette d'une quarantaine de couleurs est disponible plus une vingtaine de nuances de blanc, de 2 300 à 10 500 kelvins.
L'enseigne néon est appréciée par les architectes, les éclairagistes, les designers et les publicitaires, pour son rendu des couleurs (indice de rendu des couleurs IRC). Il y a aussi la possibilité de mélanger les couleurs (gradation, variation, trichromie, etc.).

### Couleur du néon lumineux
Elle dépend de :
- la composition du gaz de l'intérieur du tube ;
- la couleur de verre (teint ou parfois simplement peint) :
- l'application de phosphore pertinent.

Le phosphore est utilisé dans le cas où les tubes sont remplis d'un mélange de néon, d'argon et de mercure. Phosphores peuvent être combinés. Il y a aussi les phosphores lumineux en blanc.

### Types de néon
- Le plus simple et moins cher d'entre eux est un verre transparent rempli de néon. Ces tubes sont transparents après extinction, lorsqu'ils sont allumés ils ont une couleur rouge intense.
- Le deuxième type de tubes de néon sont des tubes transparents couverts de phosphore à l'intérieur et remplis d'un mélange de gaz (avec du mercure), dont le principal composant est l'argon. Ces tubes ont une lumière très intense et viennent dans une large gamme de couleurs (y compris les nuances de pastel). Lorsqu'il est éteint ce type de tube néon a une couleur blanche.
- Le type le plus agréable esthétiquement et aussi le plus cher est le tube de néon teint. Ces tubes gardent leur couleur, même éteints. Ce type de verre est idéal pour les applications externes - où le néon sera clairement visible.

### Autres données
La luminosité est adaptable en fonction des projets, allant jusqu'à 8 000 cd/m2 et 2 000 lm/m.
L'angle maximum de diffusion de la lumière est de 360°.
L'enseigne néon dure en moyenne 60 000 h en intérieur et 30 000 h en extérieur.
La durée de vie d'un tube néon est variable en fonction de la qualité de sa fabrication et des matières premières qui le composent. En effet, on peut noter une des principales raisons de dysfonctionnement :
- La dépression : un tube haute tension est rempli, lors de sa fabrication, d'un gaz rare. Dans les cas les plus communs, on trouve deux solutions, les mélanges Argon/Néon ou Néon pur. Afin de permettre le déplacement des électrons, il faut que le tube, en plus de son remplissage en gaz rare, conserve une certaine dépression. Si on ajoute donc les facteurs de l'usure minérale des verres borosilicates ou sodocalciques à la force générée par la dépression, avec le temps on voit apparaître une fragilisation du verre et le plus souvent des fissures au niveau des endroits travaillés (coudes, retours, électrodes). La qualité de travail du souffleur de verre accélère ou retarde ce genre d'usures.

## Législation
À partir du 1er juillet 2012, un décretrelatif à la publicité extérieure, aux enseignes et aux préenseignes va encadrer l'utilisation de celles-ci. On peut noter :
- Une enseigne lumineuse est une enseigne à la réalisation de laquelle participe une source lumineuse spécialement prévue à cet effet.Elle intègre donc, additionnellement au néon historique, les nouvelles technologies, comme l'utilisations de LEDS.
- Les enseignes lumineuses sont éteintes entre 1 heure et 6 heures, lorsque l’activité signalée a cessé. Lorsqu’une activité cesse ou commence entre minuit et 7 heures du matin, les enseignes sont éteintes au plus tard une heure après la cessation d’activité de l’établissement et peuvent être allumées une heure avant la reprise de cette activité. Il peut être dérogé à cette obligation d’extinction lors d’événements exceptionnels définis par arrêté municipal ou préfectoral.
- Les enseignes clignotantes sont interdites, à l’exception des enseignes de pharmacie ou de tout autre service d’urgence.

## Source
- « Le néon », sur le site du fabricant NéonJudex (consulté le 22 juin 2016)